# Cladochaeta tubula
Cladochaeta tubula är en tvåvingeart som beskrevs av David Grimaldi och Nguyen 1999. Cladochaeta tubula ingår i släktet Cladochaeta och familjen daggflugor. Inga underarter finns listade i Catalogue of Life.